# アイドル水泳大会

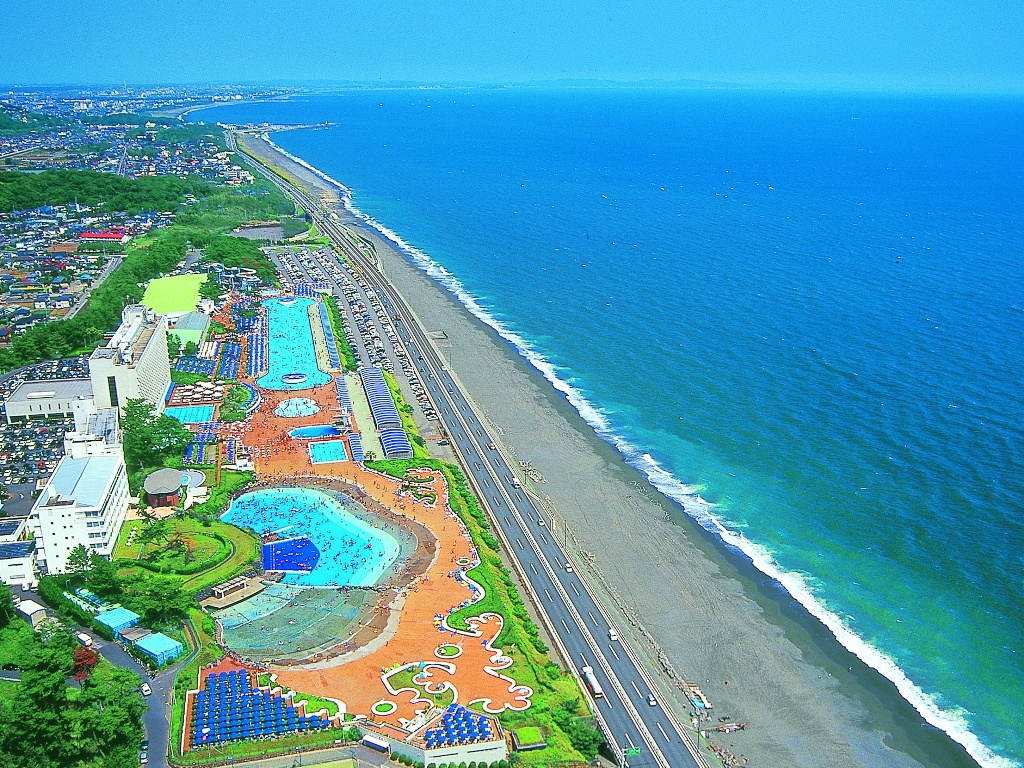
特設ステージを組み会場となった大磯ロングビーチ

アイドル水泳大会（アイドルすいえいたいかい）は、各民放テレビ局で放送される、水泳を題材としたアイドル番組・バラエティ番組である。
番組名の表記には揺れが多く、語頭は「オールスター- 」「アイドル- 」「芸能人- 」「紅白- 」「寒中- 」「新春- 」、語中は「 -水泳- 」「 -水上- 」「 -水着美女- 」「 -ビキニ（で）- 」、語尾は「 -大集合」「 -大会」「 -（大）運動会」「 -感謝祭」などが見られた。
最も広く認知されている単語は「アイドル水泳大会」であり、本項目の現版ではこれを正式項目名とする。

## 概要
元々がアイドル、芸能人の運動会のスピンオフ的番組コンセプトだったことを踏襲し、水泳が特技の芸能人の真剣勝負がメインの時代もあったが、全盛期には男性芸能人の参加者が減り、大型プールで主に女性芸能人が発泡スチロールの浮き島や、空気の入ったビニール製の不安定な足場などで、落ちないようにするゲームなどを中心としたお色気番組的な要素が強まった。後にお色気番組に対して風当たりが強まり放送されなくなると共に、衰退を迎える。通常グラビア等で水着姿などを披露しないアイドルの貴重な水着姿を見ることの出来る貴重な機会となり、女性アイドルファンは勿論、男性アイドルファンにも支持されていた。しかし90年代にセクシーアイドルの台頭と共に、通常のアイドル（特に女性アイドル）の参加が少なくなったことも、お色気番組としてのイメージの独り歩きによる、自主規制の機運が高まってしまい、衰退、終了に至ってしまった遠因となった。
アイドル歌手による歌のコーナーを設ける場合がある。競技中にBGMとして流れる場合は、画面の隅に小さく歌唱シーンが挿入される。これについて嘉門タツオの「日常」にてオールスター水泳大会で競技中画面の隅で歌わされる歌手の物哀しさよと歌われている。この歌詞の通り、人気が今一つの歌手や、女性アイドルの場合、今一つセクシーさに乏しく、競技本編での活躍が少ない歌手に撮れ高を用意する「救済措置」という位置付けであった。
アナウンサー、コメディアン、声優が実況やアフレコをつけた番組もある。
音楽番組や深夜番組が年に2 - 3回、スペシャル番組形式でアイドル水泳大会を行ったものもある（後述）。

## 主な競技の種類
大別すればおよそ以下の種類に分類される。競泳と騎馬戦はルールの基本が単純なため、どの番組でも大体同じ内容であった。
浮島戦
プールに浮かべた浮遊物の上で、特定の目標を果たすもの。制限時間内に何人上がれるか、浮島を転覆させず耐えられるかなどを競う。一般にはゲーム終了時の残り人数が、点数として加算される。単純で華やかであるので、最初の競技になることが多い。
障害物競走
泳ぎや浮島上の走行による移動、はしごや滑り台による上下運動、その他特定の行為（着せ替え、粉の中の飴をくわえることなど）を必要とするポイントを全部通過する競技。速さまたは制限時間終了時に目的を果たした人数の多さで得点を決める。行為や競技名そのものが「着せ替え」メインになっている競技や、メジャー系では夏に大型プールのプールサイドでマラソンを行う競技もあった。
水上格闘
浮遊物の上で異なるチームの選手同士が取っ組み合い、プールの中に落とされずに残った者が勝ち。対戦人数から2種類に大別される。1対1の場合、円陣で戦えば「水上大相撲」となる。ほかにビニールの丸太に跨るもの、軟質ビニールの武具を持って殴り合うもの、背中合わせで合図と共に双方が尻で押し合う「ドンケツ」（尻相撲）などがある。多人戦の場合、広いフィールドで最後の一人が残るまで戦う「バトルロイヤル」や、攻守に分かれて相手の目標物を奪う「棒倒し」など。「椅子取りゲーム」もこれに近い。
飛込み競争・距離競争
プールサイドからの離脱距離を競うもの。高台から飛び込むか、ロープを握ってターザンの様に飛ぶかの2種類が一般的だが、転落しないよう慎重に進み、最終的な延長距離を競うものもある。
競泳
一般的な泳ぎによる競争である。泳法限定か自由形か、単発レースかリレーかなどは、通常の水泳競技と全く変わらない。競技順序は中間か最後にくることが多い。水泳部出身者などは真面目に勝負で来て、競泳水着で登場することもあった。
水上騎馬戦
一般的な騎馬戦を水面で行う。取るのは鉢巻でなく帽子である。2度戦ったり、3人騎馬でなくゴムボートで行う場合もある。競技順序としては番組の最初か、最後近くか、最後に行われることが非常に多い。

## 歌のコーナー
以下のような、進行・演出がなされる。
- 競技を中断(競技と競技の合間)、正面席[注 1]で歌う。競技に参加したアイドル等の休憩時間も兼ねている。
- プールの施設をあちこち移りながら[注 2]腰掛けたり寝たり、プロモーションビデオ的に放映する。落ち着いた歌に多い。
- 新人やマイナー歌手は競技中に歌がかかるが、イントロもラストもフェードで切ってしまう場合が珍しくない。
- ビデオ合成が容易になった1980年初頭からは、トロピカルな極彩色を使った様々な型の枠を映像に合成・挿入する[注 3]。

## 歴史

### 始まりから黄金時代
こうした番組は1960年代末に始まったと言われている。フジテレビによる第一回放送は1970年8月11日であり、タイトルは「紅白スター対抗水泳大会」であった。（#過去に放映された主なアイドル水泳大会も参照）。
アイドル水泳大会はアイドルブームと合わせて放映本数・内容とも高まりを見せた。
この頃「アクション・カメラ術」なる、女性の隙をとらえたのぞき撮り（盗撮）に関する書籍がヒットし、「ヒット・カメラ術」「アタック・カメラ術」などのぞき撮り写真集が多数刊行された。それら書籍の中ではアイドル水泳大会もかなりの比率を占めていた本もあった。

### 暗黒時代へ
アイドル水泳大会の撮影席にはカメラマンが殺到、人気アイドルはカメラの砲列にさらされた。放送では使われなかったポロリをテレビ番組や雑誌に公開されたアイドルもいた。
アイドル本人のみならず事務所も慎重になり、アイドル水泳大会でも人気アイドルが出演を拒否したり、ビキニをやめてワンピースに移行した。女性用水着の流行も刺激の少ないワンピースが主流となった。アイドル水泳大会は本数も激減し、深夜に放送した。
この頃には、アイドル水泳大会の総集編番組も作られた（後述）。

### ドキッ!丸ごと水着 女だらけの水泳大会
フジテレビだけは復活に挑戦、1987年夏からそれまで行った『オールスター紅白水泳大会』と『オールスター寒中水泳大会』を統合し『ジャポーン 女だけの水泳大会→ドキッ!丸ごと水着 女だらけの水泳大会』を夏と冬の年2回始める。この番組はアイドル水泳大会の復権にある程度貢献したが、水着が既にワンピース主流であった。
ワンピースだらけの中に、ビキニ姿のアダルトモデルが若干名おり、騎馬戦などでやらせのポロリを披露するために出演していることは一目瞭然で、出演者を「ポロリ要員」など俗称したが、番組としては「アクシデント」の体裁である。
このほかに水着鑑賞のニーズを増すため、水着ファッションショーも番組に組み込まれたが、女性だけでなく男性や子供のファッションショーも行われたことがある。『女だらけの水泳大会』は、1993年夏から微妙にタイトルを変えながら、1998年冬の第18回まで続き（地上波としては最後）、しばらく年月をおいて2003年春にCS放送・フジテレビ721で放送された『ドキッ!丸ごと水着!!アイドルだらけの水泳大会』が最後となった。

### 2000年代以降のアイドル水泳大会
2000年代以降もマイナー系アイドル水泳大会は時々放映されることもあったが、深夜番組で少人数のグラビアアイドルでおとなしいゲームを行う程度に留まっていた。以後、グラビアアイドルや女性アイドルのタレント化、視聴率低下などで消滅状態となる。現在の地上波でも水着の放送は禁止されていないが、女性タレント自体が水着姿で出演するよりもバラエティやトーク番組で活躍する路線が主流となったため、芸能界全体的に水着グラビアの仕事は縮小していった（イエローキャブ所属の小池栄子やMEGUMI、優香、眞鍋かをり、中川翔子、若槻千夏、小倉優子、安めぐみ等といったグラビア出身者がバラドルとして人気を博す事例が増加した）。だが一部はインターネットに場を移して行われている。

## アイドル水泳大会で知られる出演者

### 女性
- アグネス・ラム
- 榊原郁恵
- 高見知佳
- 浜田朱里
- ザ・リリーズ
- 河合奈保子
- 柏原芳恵
- 松本伊代
- 山田邦子[注 7]
- 沢田富美子[注 8]
- 井上晴美[注 9]
- 梶原真弓[注 10]
- 西田ひかる[注 11]
- 石田ひかり
- ダンプ松本[注 12]
- いとうしいな
- 松坂季実子
- スクールメイツ[注 13]
- 島崎和歌子
- 森口博子[注 14]
- 野沢直子[注 14]

### 男性
- 青空球児・好児[注 15]
- 郷ひろみ[注 16]
- 西城秀樹[注 17]
- 田原俊彦[注 18]
- 近藤真彦
- 吉村明宏[注 19]
- おりも政夫[注 20]
- みのもんた[注 21]
- 渡辺謙太郎[注 22]
- 土居まさる[注 23]
- 田代まさし[注 14]
- 桑野信義[注 24]
- 西条満[注 25]
- 大磯ロングビーチ支配人[注 26]

## 主な番組
- ★印はレギュラー番組が、スペシャル番組形式でアイドル水泳大会を放送したもの。
- 開催の度にタイトルが微妙に変わる場合、その部分は略した。

### 日本テレビ
日本テレビで放映されたアイドル水泳大会。
- NTV紅白歌のベストテン★
- 爆笑初泳ぎヤングアイドル大集合
- 日本テレビ水泳大会
- 各界美女チーム対抗水中大合戦 - 1982年から『土曜トップスペシャル』で放送
- オールスターワールド水上フェスティバル - 1984年4月20日に『土曜トップスペシャル』で放送。1985年4月3日に放送された『第3回全日本オールスター選抜大運動会〜豪華グアム編〜』の出演者が参加しての大会。『大運動会』と同じグアムで開催された。
- 底ぬけ脱線ゲーム★ - 毎年夏に「プール大会」を開催
- 爆笑ヒット大進撃!!★ - 1981年7月4日
- 平成あっぱれ水泳大会
- DAISUKI!★

### TBSテレビ
TBSで放映されたアイドル水泳大会。
- 新春オールスター水上大運動会 - 1979年から1986年まで。組み分けはフジテレビ（後述）に対抗して「東軍」・「西軍」が多かったが、初回はフジ同様「紅組」・「白組」、そして末期は「イエローパワーズ」・「ブルーファイターズ」に代わった。
- オールスター感謝祭
- いい女40人水着大感謝祭

### フジテレビ
フジテレビで放映されたアイドル水泳大会。
- 紅白対抗スター水泳大会→オールスター紅白水泳大会 - 1970年から1986年の第17回まで。『紅白対抗〜』時代の1972年までは『テレビグランドスペシャル』、改題後の1973年以降は『火曜ワイドスペシャル』で放送されたが、1978年のみ女子プロ野球チーム「ニューヤンキース」宣伝企画のため、『土曜グランドスペシャル』で放送。
- オールスター寒中水泳大会 - 1974年から1985年の第15回まで。一貫して『火曜ワイドスペシャル』放送。
- '78真夏の水中フェスティバル 女の子で一杯満員御礼 - 1978年のみ。ニューヤンキース宣伝企画の一環として、女性限定で開催、『土曜グランドスペシャル』で放送。
- ジャポーン 女だけの水泳大会 - 1987年夏。『紅白水泳』を改名し、女性芸能人のみの出演にリニューアル。
- ドキッ!丸ごと水着 女だらけの水泳大会 - 1988年から1993年および1997年から1998年まで。『寒中』と『ジャポーン』を統合し改題。1993年冬から紅白対抗を複数チーム対抗に変更。
  - ドキッ!真夏の夢 丸ごとハワイ 水泳大会 - 1993年夏放送。フジ初の海外アイドル水泳大会。
  - 今夜決定!真剣勝負 オールスター水泳大会 芸能界最強決戦! - 1995年夏に『木曜ファミリーランド』で放送。夏大会はこの回が最後となった。
  - ドキッ!丸ごと水着 女200人の水泳大会 - 1995年冬。この回から冬大会に限定する。
  - ドキッ!丸ごと水着 芸能人寒中水泳大会 - 1996年。チーム対抗はこの回が最後で、1997年から再び紅白対抗に戻る。
  - ドキッ!丸ごと水着 女だらけの水泳大会（1998年冬） - 地上波最後の放送で『強力!木スペ120分』で放送。
- 笑ってる場合ですよ!★
- ドキ!水着だらけのワンナイ水泳大会

### テレビ朝日
テレビ朝日で放映されたアイドル水泳大会。他の民放と比べ、アイドル水泳大会として単独番組が放映された記録が存在しない。
- タモリ倶楽部★
- タイムショック21★
- くりぃむナントカ★
- ウッチャンナンチャンの炎のチャレンジャーこれができたら100万円!!

### テレビ東京
テレビ東京で放映されたアイドル水泳大会。
- 紅白ピチピチ芸能人水泳大会
- 東京12チャンネル水泳大会
- ピチピチ美女美女新春水泳大会 - 1978年1月1日に『日曜ビッグスペシャル』で放送（初の元日放送）
- 輝け!!芸能人水中大運動会 - 1983年3月17日放送
- ヤンヤン歌うスタジオ★
- ギルガメッシュないと★
- 爆感!グラビア帝国
- 月曜爆笑スペシャル お笑いスター水上激突
- 水着少女 - 単発でなくレギュラーでアイドル水泳大会を開催した。
- 新春ピチピチ楽園水着美女100人大集合（テレビ大阪）
- 週刊AKB★ - AKB48水泳大会

### 非地上波
- ドキッ!丸ごと水着 アイドルだらけの水泳大会（フジテレビ721→フジテレビONE、2003年・2014年）
- スカパー!夏★アイドルオールスター水泳大会2008（MONDO21）
  - スカパー!夏☆アイドルオールスター水泳大会2009 in としまえん
- セクシー女優ダラケ!のスカパー!水泳大会［R15+］（BSスカパー!、2015年・2016年）
- 360°まる見え!VRアイドル水泳大会（フジテレビ・オン・デマンド、2016年・2017年[6]・2019年[7]）
- グラドルVSセクシー女優!水泳大会2018春（2018年3月22日、AbemaTV[8]）

### その他
- 寒中芸能人!水泳大会
- ときめきLOVEスクール夏の水泳大会
- 年忘れ!パンドレッタ水着で隠し芸大会
- 水着パラダイス'94 アイドル初泳ぎ

### 総集編
- Foreverアイドルスター水着ショット（TBS）
- 600回記念特集 見たい見せたいあのスター水着（フジテレビ。1982年4月20日放送。『火曜ワイドスペシャル』放送600回を記念。司会：芳村真理・おりも政夫。同年5月11日には「600回記念」の第2弾として『オールスター紅白大運動会』の総集編を放送したが、この番組にもおりもがゲスト出演した。）
- オールスター水泳大会25周年記念 同窓会スペシャル（フジテレビ。1994年2月15日放送。『紅白』・『寒中』・『ジャポーン→ドキッ』の放送25周年を記念。司会：田代まさし・桑野信義・おりも政夫・森口博子）

## アイドル水泳大会が登場する作品
- 映画『パッチギ! LOVE&PEACE』（劇中キャラがアイドル水泳大会に出演する場面がある。）
- アニメ『ロスト・ユニバース』（第4話「ヤシガニ屠る」にアイドル水泳大会を彷彿させる場面がある。）
- アニメ『アイドル防衛隊ハミングバード』
- アニメ『ロザリオとバンパイア』（第5話「スクール水着とバンパイア」）
- ゲーム『SIMPLE2000シリーズ もぎたて水着!女まみれのTHE 水泳大会』
- ゲーム『THE IDOLM@STER (Xbox 360)』（アーケード版には水着はあるが、アイドル水泳大会はない。）
- ゲーム『オールスター水泳大会 OFFICIAL CD-ROM NICE BODY』（フジテレビが1995年に自社販売した3DO用ソフトで、スロットで貯まるクレジットを使って過去の名場面が見ることができる。）
- ゲーム『ラサール石井のチャイルズクエスト』ははわい行きを賭けた競泳のミニゲームがある。番組出演の際、ディレクターが「騎馬戦でおっぱいを出して」と言うジョークもある。
- パチスロ『ドキッと!ビキニパイ』
- アニメ『DOG DAYS’』（第11話：水上騎馬戦などの描写があり、コーナーワイプでヒロインが歌唱していたり豊胸ポロリがあったりなどアイドル水泳大会を彷彿させる。）
- パチンコ平和『CRドキッ!丸ごと水着 女だらけの水泳大会 アイドルだらけで困っちゃうング!!!』（2014年）
- 漫画『競女!!!!!!!!』（水上格闘に特化した作品。架空の公営ギャンブル競技「競女」の選手養成学校が舞台。「ランド」と呼ばれる浮島でバトルロイヤル形式で戦う。尻と胸のみを使って攻撃し、足の裏以外が床に付くか水中に落とされると負けるルールで、ダイナミックな技が繰り出される。2016年10月にはTVアニメ化された。）
- 漫画『少女少年』(第1シリーズ)、女装した主人公の男子が、アイドルとして出場することになる。主に騎馬戦に参加した。
- アニメ『SHOW BY ROCK!!#』（第2期 第4話「ドキィッ!?が〜るずだらけのふわっふわ水泳大会！ですぞ♡ポ（以下略」サブタイトルを始め、尻相撲、発泡スチロールの丸太、競泳、水上騎馬戦、ワイプでの歌など、全体的に意識している。）

## 備考
- 応援席からは競技中、笛・太鼓・鐘を激しく鳴らして騒ぐのが、応援のしきたりである。メジャー系では応援団や応援団長がいる場合もある。